# 理查德·奥尔尼

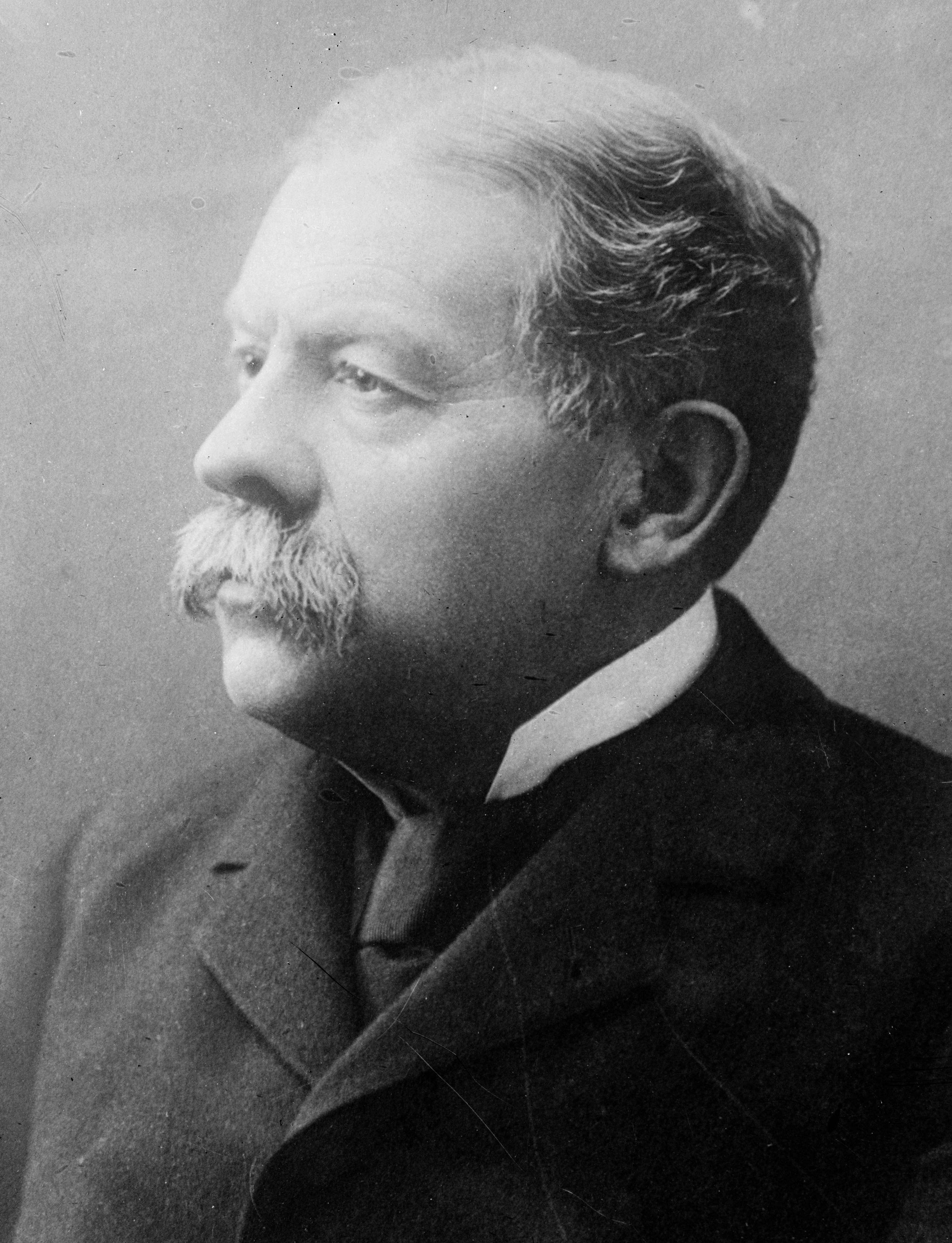
理查德·奥尔尼

理查德·奥尔尼（Richard Olney，1835年9月15日—1917年4月8日），美国律师、政治家，曾任美国司法部长和美国国务卿。
| 前任： 威廉·H·H·米勒     | 美国司法部长 1893年-1895年 | 繼任： 杰德森·哈蒙 |
| 前任： 沃尔特·Q·格雷沙姆 | 美国国务卿 1895年-1897年   | 繼任： 约翰·舍曼   |